# Bundesautobahn 11
Pour les articles homonymes, voir A11.
L'autoroute allemande 11 (Bundesautobahn 11 en allemand et BAB 11 en abrégé) est une autoroute située en Allemagne orientale. Elle relie la capitale allemande Berlin à Szczecin en Pologne. L'autoroute s'étend sur 110,1 kilomètres de la frontière polonaise à Nadrensee dans le Mecklembourg-Poméranie-Occidentale à l'échangeur Barnim à Panketal, près de la limite de Berlin dans le Brandebourg. Elle fait partie de la route européenne 28.

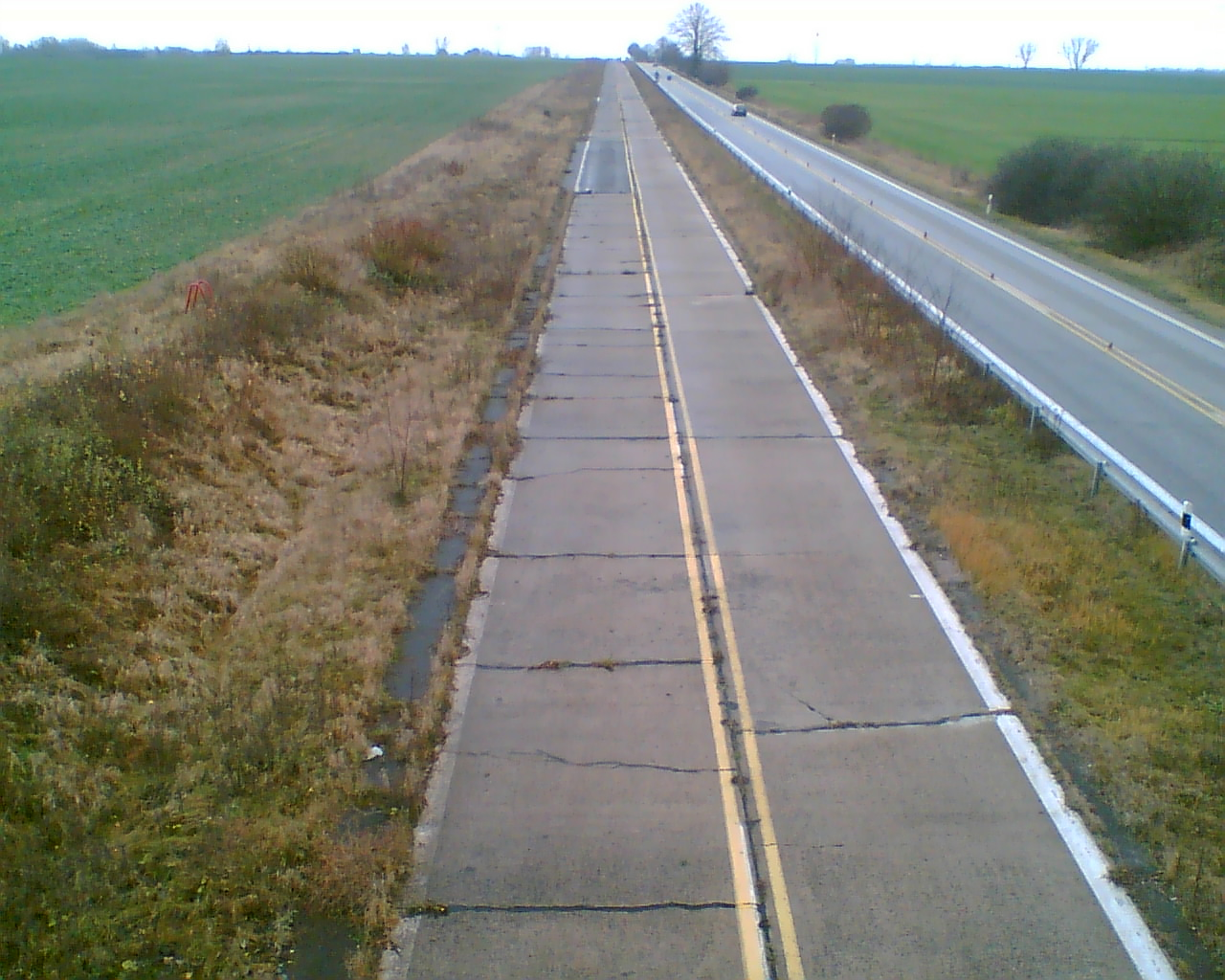
État de la chaussée de la A11, près de la frontière germano-polonaise.

## Tracé de l'autoroute

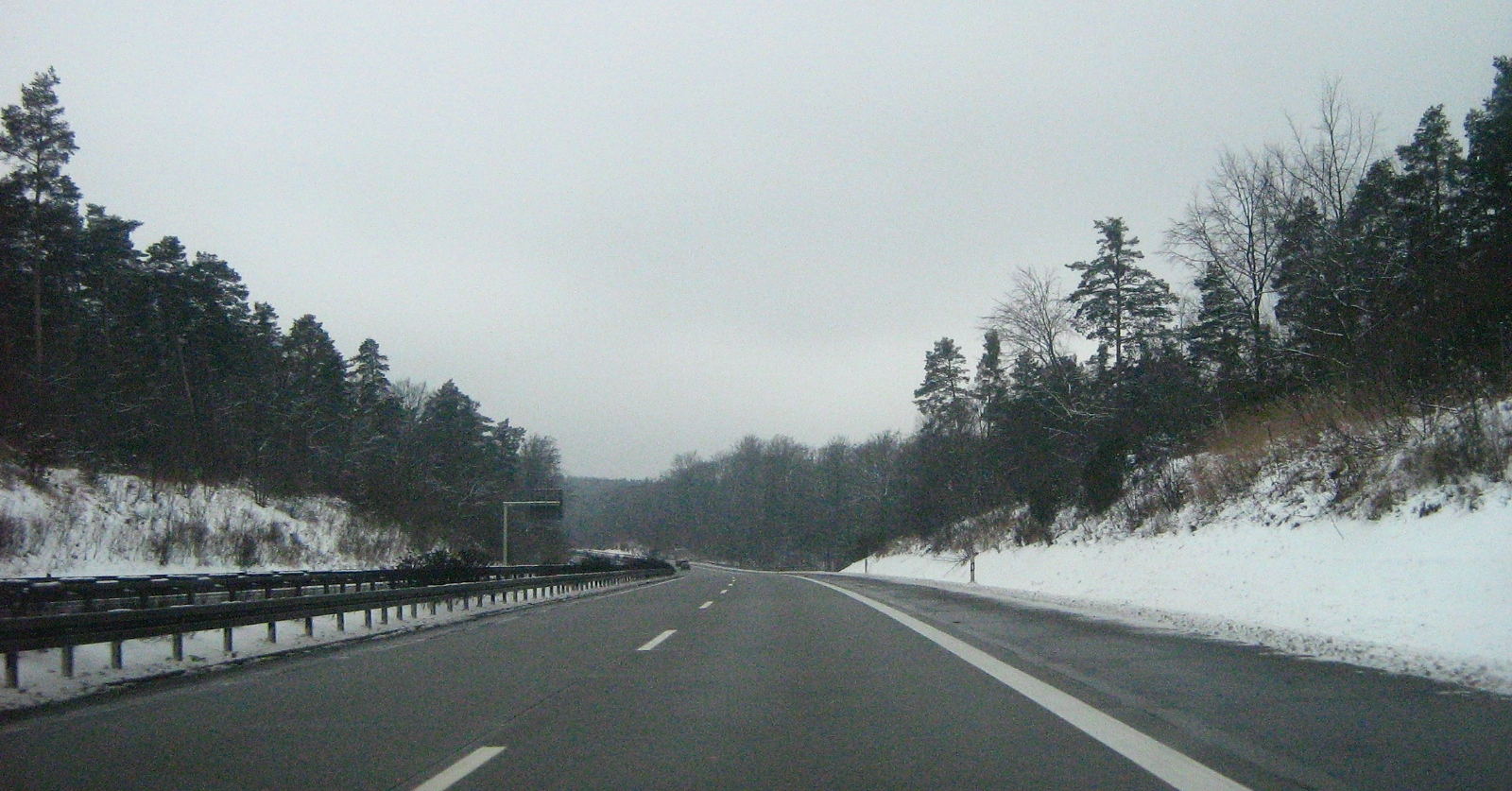
Autoroute A11 a proximité de la frontière polonaise l’hiver.

L'autoroute commence au poste frontière de Pomellen avec la Pologne, dans le prolongement de l'Autostrada A6 qui s'y trouve, et traverse d'abord le Mecklembourg-Poméranie occidentale sur 19 kilomètres en direction de l'ouest-sud-ouest. A la hauteur de l'échangeur de Schmölln, la frontière avec le Brandebourg est franchie. À partir de là, l'A11 bifurque en direction du sud-sud-ouest et traverse ce Land sur 91 kilomètres. Au niveau de l'échangeur Kreuz Uckermark, elle croise l'A 20 en provenance de Lübeck, Rostock et Stralsund, avec un raccordement depuis les îles de Rügen et Usedom.
L'autoroute 11 se termine au Berliner Ring (A 10) près de la limite nord-est de Berlin.
La numérotation kilométrique commence à l'échangeur de Barnim, le passage de la frontière avec la Pologne se situe au kilomètre 109,9, mais les échangeurs sont numérotés dans l'ordre croissant à partir de la frontière en direction de Berlin.

## Histoire
Les plans de construction de l'échangeur de Stettin (aujourd'hui l'échangeur de Barnim) et des quatre premiers kilomètres de chaussée, y compris le viaduc de la Reichsstrasse 2, commencèrent en avril 1935. La construction était d'une part un projet de création d'emplois, et d'autre part un moyen de propager l'essor économique dans une région qui, à l'époque comme aujourd'hui, était structurellement faible.
Le tronçon du périphérique de Berlin jusqu'à Joachimsthal fut ouvert dès le 4 avril 1936, et l'autoroute fut praticable jusqu'à Stettin-Sud jusqu'au 27 septembre de la même année. En 1937, les ponts sur l'Oder furent achevés et le tronçon autour de Stettin fut ouvert à la circulation. L'échangeur de Wandlitz (achevé en 1971) a été créé ultérieurement pour faciliter l'accès à la cité forestière - un quartier résidentiel pour les membres du bureau politique du SED de l'ex-RDA. De même, la jonction de Chorin n'a été construite qu'après 1945.
L'embranchement de l'A 11 à partir du périphérique de Berlin, aujourd'hui intégré dans l'échangeur de Barnim, s'appelait Abzweig Penkun ou Abzweig Prenzlau en RDA et a été rebaptisé "Dreieck Schwanebeck" dans les années 1990. L'échangeur a été utilisé de 1952 à 1973 comme boucle de Bernau pour les courses de voitures et de motos. Le virage à pic a été démoli dans les années 1990.
Jusqu'à la réunification en 1990, la partie berlinoise occidentale de l'autoroute de transit vers Hambourg portait le nom d'A 11. Elle s'appelle désormais A 111.